# Jeziora Ounianga
Jeziora Ounianga – grupa jezior w regionie Bourkou-Ennedi-Tibesti w północnym Czadzie. Jeziora mają podłużny kształt i są rozciągnięte w kierunku północ-południe, co spowodowane jest działalnością pasatów. Jeziora są pozostałością dużo większego jeziora, które wypełniało Kotlinę Czadu w czasach, gdy na Saharze panował wilgotniejszy klimat (ok. 10 000 do 1500 lat p.n.e.). Obecnie zespół jezior Ounianga obejmuje piętnaście jezior o łącznej powierzchni 20 km². Jeziora podzielone są na dwie grupy, oddalone od siebie o ok. 40 km:
- Ounianga Kebir z jeziorami: Yoa, Uma, Mioji, Forodom, Katam
- Ounianga Serir z jeziorami: Melekoui, Dirke, Ardiou, Teli, Abrome, Hogou, Diara, Tarem, Tibichei i Bokou.

W 2012 roku jeziora Ounianga zostały wpisane na listę światowego dziedzictwa UNESCO.

## Hydrogeologia

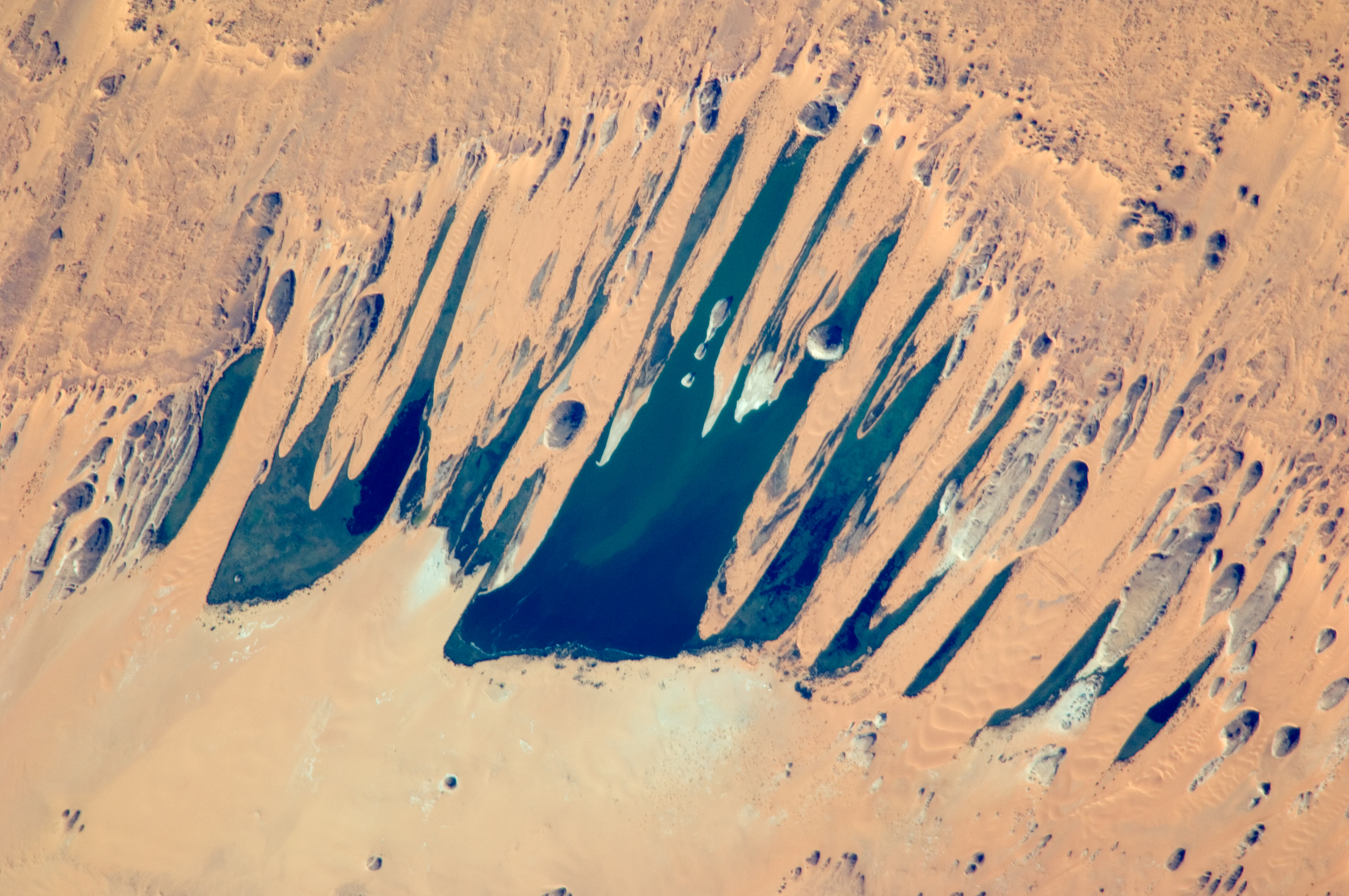
Jeziora Ounianga Serir i wkraczające do nich wydmy, widziane z Międzynarodowej Stacji Kosmicznej

Jeziora tworzą system hydrologiczny niespotykany na innych pustyniach świata. Pasaty przenoszą piasek do kotliny, tworząc piętnaście pooddzielanych wydmami jezior. Są one zasilane wodą podziemną z warstwy wodonośnej, powstałej w piaskowcowych skałach w czasie wilgotnych tysiącleci.
Zwykle, kiedy powierzchnia jeziora bezodpływowego wystawiona jest na działanie suchego otoczenia, woda w jeziorze nasyca się solą w wyniku wysokiego parowania. Ponieważ słodkowodne jeziora pokryte są trzciną, parowanie z nich jest zmniejszone. Trzcina nie rośnie jednak na powierzchni słonego jeziora Teli, skutkiem czego występuje tam duże parowanie i poziom jeziora obniża się. Woda z sąsiednich jezior przedostaje się do Teli przez przepuszczalne wydmy.

## Galeria

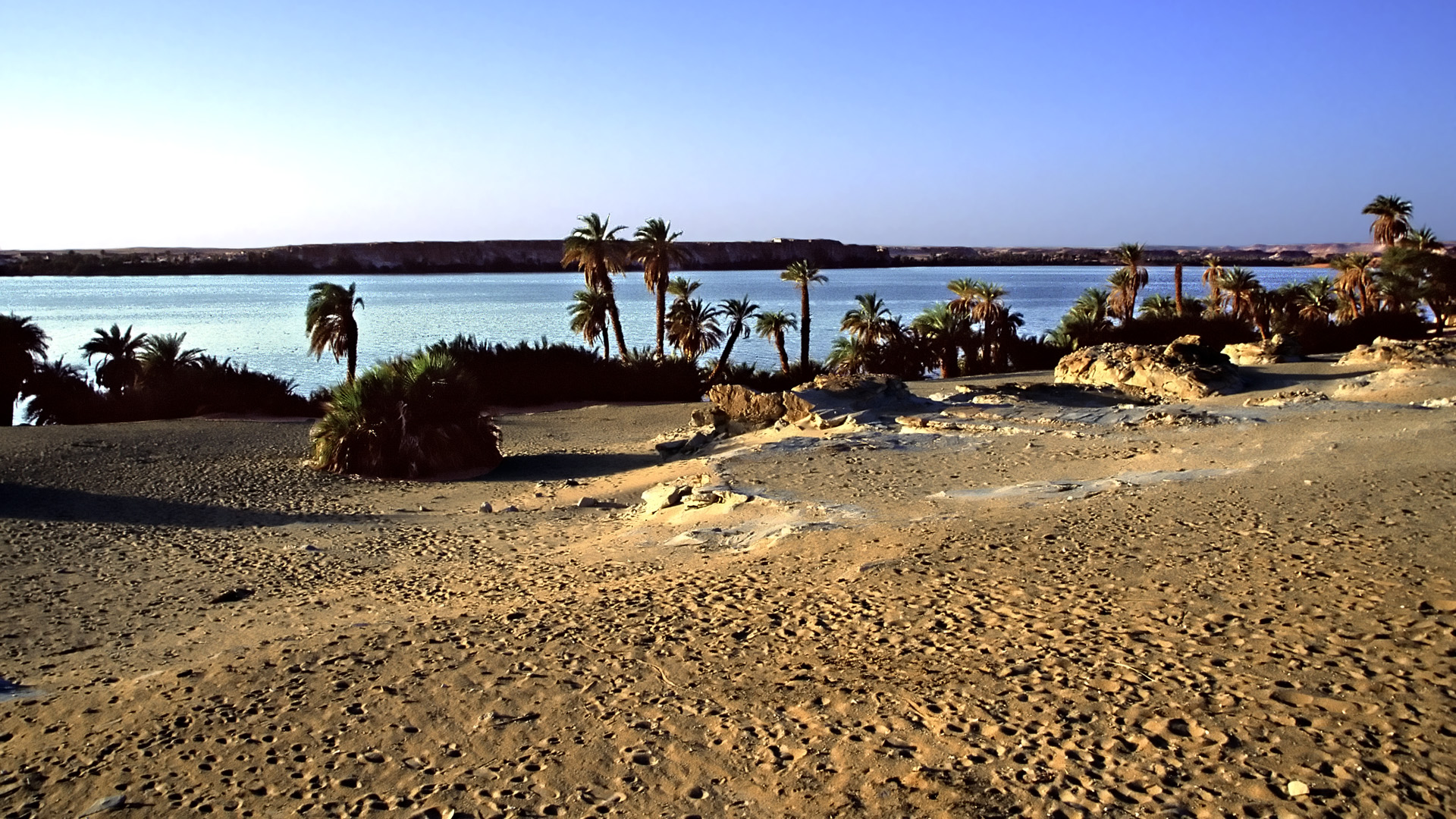
Jezioro Yoa
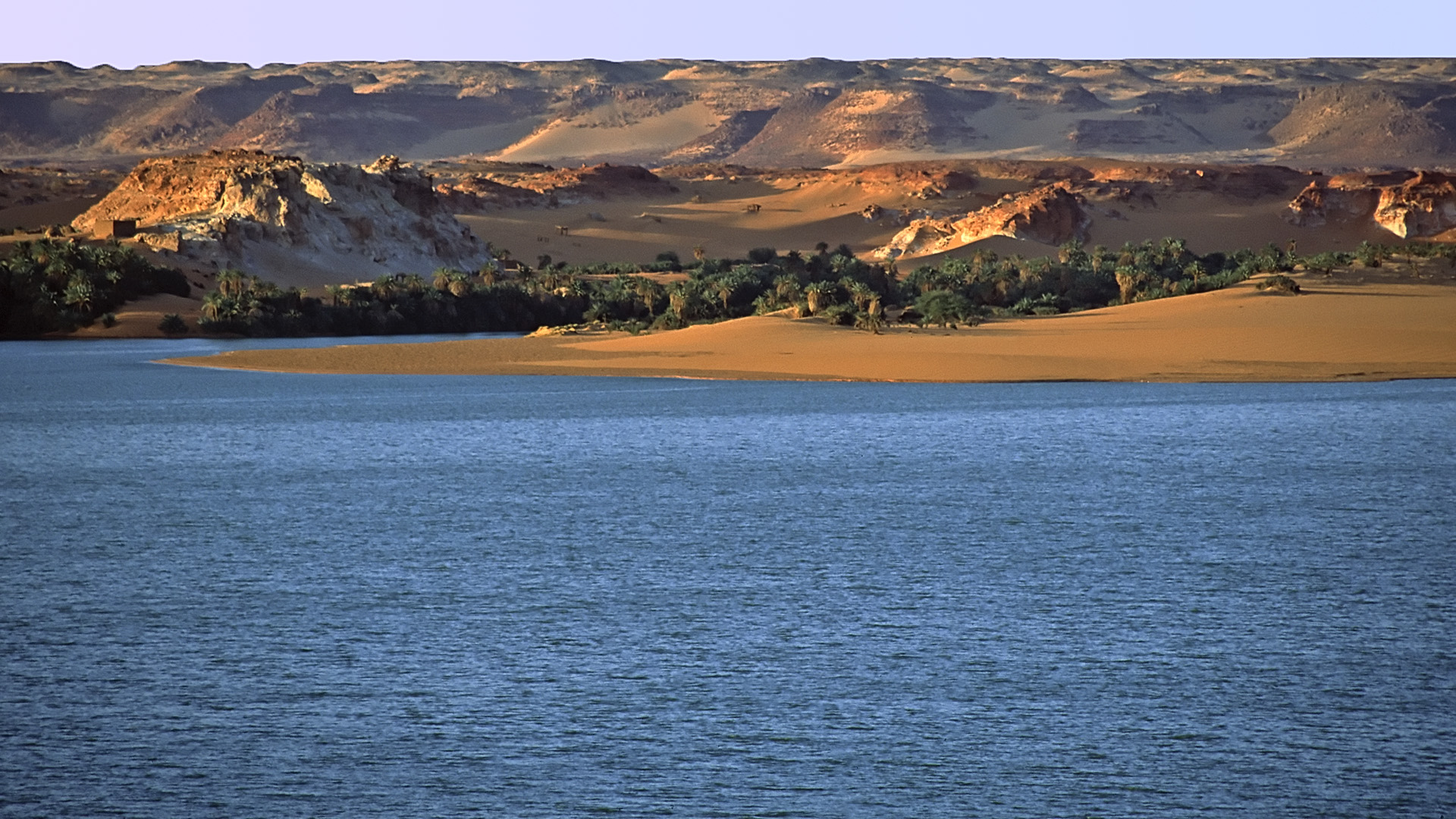
Jezioro Yoa
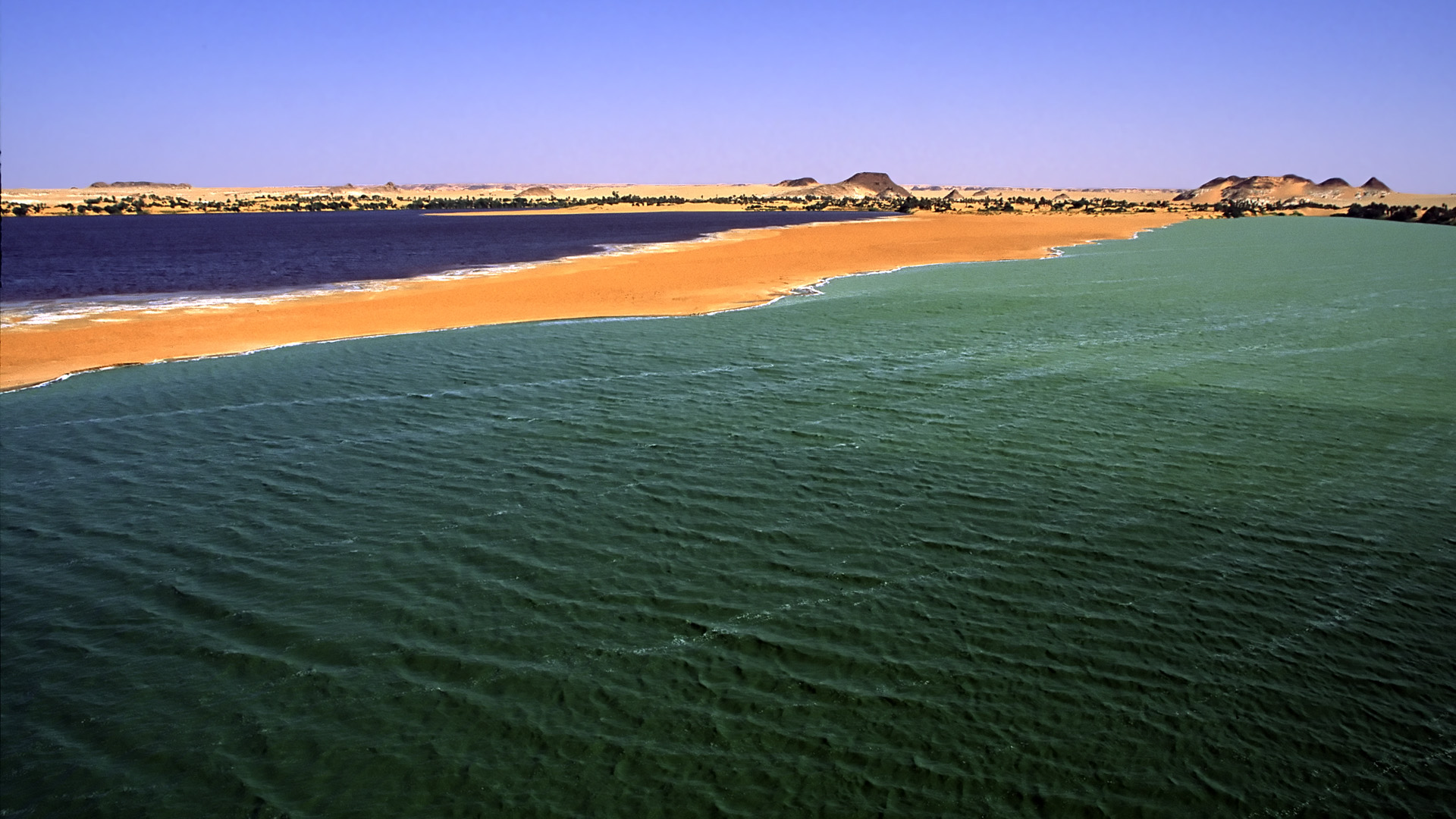
Jezioro Katam